# Horbacher Bach
Der Horbacher Bach oder Horbach ist ein 4,8 km langer, orografisch rechter Nebenfluss der Bröl im nordrhein-westfälischen Neunkirchen-Seelscheid, Deutschland. 

## Geographie

### Verlauf
Der Bach entspringt zwischen den Ortschaften Birkenfeld und Hülscheid auf einer Höhe von 215 m ü. NHN. Von hier aus fließt er in südlicher Richtung und passiert dabei die auf den Höhen liegenden Ortschaften Krawinkel, Oberhorbach und Niederhorbach an deren östlichem Ortsrand. Etwa 800 m südlich von Niederhorbach mündet der Horbacher Bach auf 98 m ü. NHN in die Bröl.
Nach seinem 4,8 km langen Weg endet der Horbacher Bach 117 Höhenmeter unterhalb seines Ursprungs, was einem mittleren Sohlgefälle von 24,4 ‰ entspricht. Dabei nimmt er beidseitig mehrere kurze, ihm von den umliegenden Höhen zufließende Bäche auf.
Ab Krawinkel bildet der Bach die Grenze zwischen Neunkirchen-Seelscheid und Ruppichteroth.

### Einzugsgebiet
Das Einzugsgebiet des Baches umfasst eine Fläche von 4,813 km².

### Zuflüsse
Hierarchische Liste, jeweils von der Quelle zur Mündung und mit der Länge.
Auswahl.
- Schüneckersiefen, von rechts, unter 0,2 km
- Uppersiefen, von rechts vor Krawinkel, ca. 0,5 km
- Kirschsiefen, von rechts gegenüber Krawinkel, ca. 0,5 km
  - Pikssiefen, rechter Oberlauf, ca. 0,4 km
  - Welssiefen, linker Oberlauf, ca. 0,5 km
- Hardtsiefen, von rechts nach Krawinkel, über 0,4 km
- Broscheider Siefen, von links, ca. 1,1 km
- Wölkerssiefen, von rechts bei Niederhorbach, ca. 1,1 km
- Heidebach, von rechts, ca. 1,3 km
- Ebelhohnssiefen, von rechts, ca. 0,6 km